# Iliny
Iliny (szlovákul: Ilíň, Ilín vagy Ilinovce) község Nógrád vármegyében, a Balassagyarmati járásban.

## Fekvése
Balassagyarmattól délkeletre, Csitár déli szomszédságában fekszik. Zsáktelepülés, közúton csak egy útvonalon érhető el, a 2119-es útból Csitár nógrádgárdonyi településrészében délkeletnek kiágazó 21 131-es számú mellékúton.

## Története
Bizonyos régi ellentmondást olvashatunk az Esztergomi Káptalan bizonyság levele szerint 1348. esztendőben, melyben ezen helység Inini nevezettel íratott. Később Illény formában volt a község neve bejegyezve, az 1877-es évtől pedig a mai nevén tartják nyilván a községet.
Ilíny Balassagyarmat közelében fekvő magyar kisközség 48 házzal és 187 római katolikus vallású lakossal.
A község eredetileg a Kacsics nemzetségbeli Szécsényi Kónya birtokában volt, aki azt 1330-ban Ákos nemzetségbeli Csellen fia és Sándor fia Jánosnak adományozta. Háláját fejezte ki ezzel, mert ez utóbbi személy, mint étekfogó, éppen helyettesítette őt Károly Róbert asztalánál Zách Felicián híres merényletekor.
A község 1562–63. évi török kincstári adólajstromok szerint a Nógrádi szandzsákhoz tartozott,
16 adóköteles háztartással Pizi aga hűbérbirtoka volt.
1579-ben 21 adóköteles házzal szerepel a török kincstári adószámadásokban. Az 1754–1755 évi nemesi összeírás szerint Sipeki Balázs Gergely lakott itt. Szentiványi Darvas, gróf Kohári Ignác, Laszkári Pál és egyebek bírják, de Csíkány Ferenc 1840-ben honvédszázados, a tápióbicskei csatában hősi halált halt. 1872-ben hatalmas felhőszakadás zúdult a falura , ekkor a lakóházak nagy része és a templom is romba dőlt. De hamarosan újraépült a falu.
1873 év augusztus 12-től szeptember 4-ig kolerajárvány pusztított a községben, melyben 21 személy áldozat lett.
A domb gerincén álló templomot 1947-ben alakították ki egy kastélyból. Az úrilak kisebb része kántorlakás lett, a nagyobbik pedig a Magyarok Nagyasszonya titulusú római katolikus templom.

### Földrengések
2015. január elsején négy földrengés is volt a település közelében: 7:43-kor a Richter-skála szerinti 3,9-es erősségű, majd 11:45-kor egy 4-es erősségű, 15:22-kor egy 3,1-es erősségű, végül 20:44-kor egy 2,8-as erősségű rengést lehetett észlelni.

## Közélete

### Polgármesterei
- 1990–1994: Kuris László (független)[4]
- 1994–1998: Chikán Gábor (független)[5]
- 1998–199?: Kuris László (Fidesz-FKgP-MDF-KDNP-MDNP-MKDSZ)[6]
- 1999–2002: Chikán István János (független)[7]
- 2002–2006: Dovicsiny Ottó (független)[8]
- 2006–2010: Dovicsin Ottó (független)[9]
- 2010–2014: Dovicsin Ottó (független)[10]
- 2014–2019: Dovicsin Ottó (független)[11]
- 2019–2024: Dovicsin Ottó (független)[12]
- 2024– : Dovicsin Ottó (Fidesz-KDNP)[1]

## Népesség
A település népességének változása:
| Lakosok száma | 157  | 168  | 166  | 147  | 152  | 150  | 145  |
|               | 2013 | 2014 | 2015 | 2021 | 2022 | 2023 | 2024 |

2001-ben a település lakosságának 100%-a magyar nemzetiségűnek vallotta magát.
A 2011-es népszámlálás során a lakosok 100%-a magyarnak, 0,6% szlováknak mondta magát (a kettős identitások miatt a végösszeg nagyobb lehet 100%-nál). A vallási megoszlás a következő volt: római katolikus 87,8%, református 2,6%, evangélikus 1,9%, felekezeten kívüli 1,9% (5,1% nem nyilatkozott).
2022-ben a lakosság 88,2%-a vallotta magát magyarnak, 1,3% szlováknak (11,8% nem nyilatkozott; a kettős identitások miatt a végösszeg nagyobb lehet 100%-nál). Vallásuk szerint 57,9% volt római katolikus, 3,3% református, 1,3% evangélikus, 0,7% izraelita, 0,7% egyéb keresztény, 2% felekezeten kívüli (34,2% nem válaszolt).

## Nevezetességei
- Nemzetközi Képzőművészeti Alkotótábor - nyaranta külföldről is idevonzza a festőket, szobrászokat.
- Római katolikus temploma - egy kastély átalakításával épült 1947-ben.